# Шахтар-2
ФК «Шахтар-2» Донецьк — український футбольний клуб з Донецька, фарм-клуб команди «Шахтар» Донецьк. Виступав у другій і першій українських футбольних лігах. Перед початком сезону 2006/07 команда знялася зі змагань до їх початку з метою участі у турнірі дублерів.

## Історія
На базі команди дублерів в 1992 році було організовано «Шахтар-2». В період з 1992 по 1994 команда представляла Костянтинівку.

## Попередні назви
- 1992: «Шахтар-2» (Донецьк)
- 1992—1994: «Металург» (Костянтинівка)
- 1994: «Гарант» (Донецьк)
- 1995—2006: «Шахтар-2» (Донецьк)

## Всі сезони в незалежній Україні
| Сезон   | Чемпіонат     | Чемпіонат | Чемпіонат | Чемпіонат | Чемпіонат | Чемпіонат | Чемпіонат | Чемпіонат | Кубок        | Кубок | Кубок | Кубок | Кубок | Кубок | Кубок | Примітка                        |
| Сезон   | Ліга          | Місце     | І         | В         | Н         | П         | М         | О         | Етап         | І     | В     | Н     | П     | М     | О     | Примітка                        |
| ------- | ------------- | --------- | --------- | --------- | --------- | --------- | --------- | --------- | ------------ | ----- | ----- | ----- | ----- | ----- | ----- | ------------------------------- |
| 1992    | Перша Група Б | 12 з 14   | 26        | 5         | 2         | 19        | 25−48     | 12        | —            | —     | —     | —     | —     | —     | —     |                                 |
| 1992/93 | Друга         | 11 з 18   | 34        | 10        | 12        | 12        | 33−30     | 32        | 1/16 фіналу  | 4     | 2     | 1     | 1     | 10−7  | 5     |                                 |
| 1993/94 | Друга         | 17 з 22   | 42        | 13        | 9         | 20        | 41−58     | 35        | 1/16 фіналу  | 4     | 3     | 0     | 1     | 12−7  | 6     | «Металург» (Костянтинівка)      |
| 1994/95 | Друга         | 20 з 22   | 42        | 10        | 7         | 25        | 37−71     | 37        | 1/128 фіналу | 1     | 0     | 0     | 1     | 2−3   | 0     | «Гарант», «Шахтар-2»            |
| 1995/96 | Друга Група Б | 9 з 21    | 38        | 18        | 7         | 13        | 44-32     | 61        | 1/16 фіналу  | 3     | 2     | 0     | 1     | 8−1   | 4     |                                 |
| 1996/97 | Друга Група Б | 9 з 17    | 32        | 10        | 11        | 11        | 43−39     | 41        | 1/64 фіналу  | 2     | 1     | 0     | 1     | 1−2   | 2     |                                 |
| 1997/98 | Друга Група В | 1 з 17    | 30        | 22        | 4         | 4         | 87−26     | 70        | 1/64 фіналу  | 3     | 1     | 0     | 2     | 5−4   | 2     |                                 |
| 1998/99 | Перша         | 10 з 20   | 38        | 15        | 7         | 16        | 51−44     | 52        | —            | —     | —     | —     | —     | —     | —     |                                 |
| 1999/00 | Перша         | 4 з 18    | 34        | 16        | 8         | 10        | 47−38     | 56        | —            | —     | —     | —     | —     | —     | —     |                                 |
| 2000/01 | Перша         | 13 з 18   | 34        | 13        | 4         | 17        | 31−39     | 43        | —            | —     | —     | —     | —     | —     | —     |                                 |
| 2001/02 | Перша         | 11 з 18   | 34        | 13        | 7         | 14        | 50−46     | 46        | —            | —     | —     | —     | —     | —     | —     |                                 |
| 2002/03 | Перша         | 12 з 18   | 34        | 11        | 9         | 14        | 33−40     | 42        | —            | —     | —     | —     | —     | —     | —     |                                 |
| 2003/04 | Перша         | 10 з 18   | 34        | 12        | 8         | 14        | 43−43     | 44        | —            | —     | —     | —     | —     | —     | —     |                                 |
| 2004/05 | Перша         | 11 з 18   | 34        | 13        | 5         | 16        | 45−53     | 44        | —            | —     | —     | —     | —     | —     | —     |                                 |
| 2005/06 | Перша         | 11 з 18   | 34        | 12        | 8         | 14        | 37−42     | 44        | —            | —     | —     | —     | —     | —     | —     | знялися після закінчення сезону |
| Всього  | Друга         | 6 сезонів | 218       | 83        | 50        | 85        | 285−256   | 216       | >6 сезонів   | 17    | 9     | 1     | 7     | 38−24 | 19    |                                 |
| Всього  | Перша         | 9 сезонів | 302       | 110       | 58        | 134       | 362−393   | 278       |              |       |       |       |       |       |       |                                 |

## Відомі футболісти
- Денис Анеліков
- Сергій Грибанов
- Руслан Левига
- Олег Матвєєв
- Олег Шандрук
- Віталій Абрамов
- Дмитро Кіщенко